# Tornei di tennis femminili nel 1964
Prima della nascita del WTA Tour, ossia l'apertura alle tenniste professioniste dei tornei che prima di quell'anno erano riservati alle tenniste dilettanti, tutti gli eventi più importanti erano amatoriali, tra questi c'erano i tornei del Grande Slam: gli Australian Championships, gli Internazionali di Francia, il Torneo di Wimbledon e gli U.S. National Championships.

## Gennaio
| Settimana  | Torneo                                                                                              | Vincitore                                                   | Finalista                               | Semifinalisti | Eliminati ai quarti |
| ---------- | --------------------------------------------------------------------------------------------------- | ----------------------------------------------------------- | --------------------------------------- | ------------- | ------------------- |
| gennaio    | Faucombridge Trophy 1964 Valencia, Spagna Singolare - Doppio                                        | Maria-Carmen Coronado 7-5 6-4                               | Ana-Maria Estalella                     |               |                     |
| gennaio    | Faucombridge Trophy 1964 Valencia, Spagna Singolare - Doppio                                        |                                                             |                                         |               |                     |
| 1º gennaio | Royal South Yarra Tournament 1964 Melbourne, Australia Erba Singolare - Doppio                      | Margaret Smith-Court 6-1 6-0                                | Judy Tegart-Dalton                      |               |                     |
| 1º gennaio | Royal South Yarra Tournament 1964 Melbourne, Australia Erba Singolare - Doppio                      | Margaret Smith Judy Tegart 6-0 6-0                          | C Begbie J Robinson                     |               |                     |
| 1º gennaio | Coupe Bivot 1964 Parigi, Francia Campo indoor Singolare - Doppio                                    | Virginia Wade 6-3 6-3                                       | Muriel Burel                            |               |                     |
| 1º gennaio | Coupe Bivot 1964 Parigi, Francia Campo indoor Singolare - Doppio                                    |                                                             |                                         |               |                     |
| 3 gennaio  | Border Championships 1964 East London, Sudafrica Singolare - Doppio                                 | Maria Esther Bueno 6-4 6-4                                  | Darlene Hard                            |               |                     |
| 3 gennaio  | Border Championships 1964 East London, Sudafrica Singolare - Doppio                                 | Maria Bueno Darlene Hard 6-0 6-0                            | Ann Jones Heather Segal                 |               |                     |
| 3 gennaio  | Sydney Manly Seaside Championships 1964 Sydney, Australia Erba Singolare - Doppio                   | Jan Lehane walkover                                         | Lesley Turner Bowrey                    |               |                     |
| 3 gennaio  | Sydney Manly Seaside Championships 1964 Sydney, Australia Erba Singolare - Doppio                   | Norma Marsh Madonna Schacht walkover                        | Jan Lehane Lesley Turner                |               |                     |
| 6 gennaio  | Eastern Province Championships 1964 Port Elizabeth, Sudafrica Cemento Singolare - Doppio            | Annette Van Zyl 2-6 7-5 6-0                                 | Darlene Hard                            |               |                     |
| 6 gennaio  | Eastern Province Championships 1964 Port Elizabeth, Sudafrica Cemento Singolare - Doppio            | Darlene Hard Maria Ester Bueno 6-3 7-5                      | Annette Van Zyl Margaret Hunt           |               |                     |
| 12 gennaio | Dallas Indoor 1964 Dallas, USA Campo indoor Singolare - Doppio                                      | Nancy Richey 6-2 7-5                                        | Billie Jean King                        |               |                     |
| 12 gennaio | Dallas Indoor 1964 Dallas, USA Campo indoor Singolare - Doppio                                      |                                                             |                                         |               |                     |
| 12 gennaio | Florida State Championships 1964 Winter Park, USA Terra rossa Singolare - Doppio                    | Elena Subirats 6-3 6-3                                      | Ball                                    |               |                     |
| 12 gennaio | Florida State Championships 1964 Winter Park, USA Terra rossa Singolare - Doppio                    | Carol Ann Prosen Cheryl Swift                               | Estella Ripalda Elena Subirats          |               |                     |
| 13 gennaio | Pierre Gillou Indoor 1964 Parigi, Francia Campo indoor Singolare - Doppio                           | Muriel Burel 8-6 6-3                                        | Paule Courteix                          |               |                     |
| 13 gennaio | Pierre Gillou Indoor 1964 Parigi, Francia Campo indoor Singolare - Doppio                           | Françoise Dürr Jeanine Lieffrig 6-4 7-5                     | Claudine Rouire Valois                  |               |                     |
| 13 gennaio | Australian Championships 1964 Brisbane, Australia Erba Singolare - Doppio                           | Margaret Smith-Court 6-3 6-2                                | Lesley Turner Bowrey                    |               |                     |
| 13 gennaio | Australian Championships 1964 Brisbane, Australia Erba Singolare - Doppio                           | Lesley Turner Bowrey Judy Tegart-Dalton 6-4 6-4             | Robyn Ebbern Margaret Smith-Court       |               |                     |
| 15 gennaio | Natal Championships 1964 Durban, Sudafrica Cemento Singolare - Doppio                               | Darlene Hard 6-1 6-2                                        | Annette Van Zyl                         |               |                     |
| 15 gennaio | Natal Championships 1964 Durban, Sudafrica Cemento Singolare - Doppio                               | Darlene Hard Maria Ester Bueno 6-3 6-4                      | Greta Delport Ann Haydon Jones          |               |                     |
| 19 gennaio | San Diego March of Dimes Tournament 1964 San Diego, USA Cemento Singolare - Doppio                  | Karen Hantze Susman 6-4 6-2                                 | Paulette Verzin                         |               |                     |
| 19 gennaio | San Diego March of Dimes Tournament 1964 San Diego, USA Cemento Singolare - Doppio                  | Hinds G Turner 4-6 6-3 6-4                                  | Apple Valerie Ziegenfuss                |               |                     |
| 20 gennaio | Pretoria Tournament 1964 Pretoria, Sudafrica Cemento Singolare - Doppio                             | Annette Van Zyl 6-2 6-3                                     | Margaret Hunt                           |               |                     |
| 20 gennaio | Pretoria Tournament 1964 Pretoria, Sudafrica Cemento Singolare - Doppio                             | Annette Van Zyl Margaret Hunt                               | Nel Taylor                              |               |                     |
| 21 gennaio | New Zealand Championships 1964 Wellington, Nuova Zelanda Erba Singolare - Doppio                    | Rita Bentley 3-6 10-8 6-4                                   | Judy Davidson                           |               |                     |
| 21 gennaio | New Zealand Championships 1964 Wellington, Nuova Zelanda Erba Singolare - Doppio                    | Rita Bentley Heather Robson 6-4 6-3                         | Judy Davidson Ethne Greene              |               |                     |
| 26 gennaio | Scandanavian Covered Court Championships 1964 Copenaghen, Danimarca Legno indoor Singolare - Doppio | Christine Truman 6-4 6-2                                    | Helga Niessen Masthoff                  |               |                     |
| 26 gennaio | Scandanavian Covered Court Championships 1964 Copenaghen, Danimarca Legno indoor Singolare - Doppio | Helga Niessen Masthoff Heide Schildeknecht-Orth 6-3 4-6 7-5 | Carole Rosser-Matheson Christine Truman |               |                     |
| 26 gennaio | City of Miami Championships 1964 Miami, USA Singolare - Doppio                                      | Stephanie De Fina 6-1 6-4                                   | Bender                                  |               |                     |
| 26 gennaio | City of Miami Championships 1964 Miami, USA Singolare - Doppio                                      |                                                             |                                         |               |                     |
| 27 gennaio | Carillion City Championships 1964 Bathurst, Australia Singolare - Doppio                            | Lesley Turner Bowrey 6-2 6-1                                | Elizabeth Fenton                        |               |                     |
| 27 gennaio | Carillion City Championships 1964 Bathurst, Australia Singolare - Doppio                            | P Birch Lesley Turner 6-4 7-5                               | Elizabeth Fenton T Fenton               |               |                     |
| 27 gennaio | Tasmanian Championships 1964 Launceston, Australia Erba Singolare - Doppio                          | Madonna Schacht 1-6 8-6 10-8                                | Gail Sherriff Chanfreau Lovera          |               |                     |
| 27 gennaio | Tasmanian Championships 1964 Launceston, Australia Erba Singolare - Doppio                          |                                                             |                                         |               |                     |

## Febbraio
| Settimana   | Torneo                                                                                      | Vincitore                                                                          | Finalista                                   | Semifinalisti | Eliminati ai quarti |
| ----------- | ------------------------------------------------------------------------------------------- | ---------------------------------------------------------------------------------- | ------------------------------------------- | ------------- | ------------------- |
| 2 febbraio  | Austin Smith Championships 1964 Fort Lauderdale, USA Terra rossa Singolare - Doppio         | Stephanie De Fina 6-3 6-0                                                          | Frances Farrar                              |               |                     |
| 2 febbraio  | Austin Smith Championships 1964 Fort Lauderdale, USA Terra rossa Singolare - Doppio         | Frances Farrar Alex Reynal 3-6 6-4 6-3                                             | Stephanie De Fina Margaret Babbitt          |               |                     |
| 8 febbraio  | Philippines International Championships 1964 Manila, Filippine Singolare - Doppio           | Nana Miyagi 6-3 6-1                                                                | Dorothy Knode-Head                          |               |                     |
| 8 febbraio  | Philippines International Championships 1964 Manila, Filippine Singolare - Doppio           | Nana Miyagi Dorothy Knode-Head 6-3 6-2                                             | Desidera Ampon Patricia Yngayo              |               |                     |
| 9 febbraio  | Desert Invitational 1964 Palm Desert, USA Cemento Singolare - Doppio                        | Karen Hantze Susman 7-5 6-4                                                        | Dorothy Bundy Cheney                        |               |                     |
| 9 febbraio  | Desert Invitational 1964 Palm Desert, USA Cemento Singolare - Doppio                        |                                                                                    |                                             |               |                     |
| 9 febbraio  | Desert Invitational 1964 Palm Desert, USA Cemento Singolare - Doppio                        | Doppio misto: Karen Susman Rod Susman 3-6 6-4 6-3                                  | Kathy Harter Edlefsen                       |               |                     |
| 9 febbraio  | South Florida Championships 1964 West Palm Beach, USA Terra rossa Singolare - Doppio        | Stephanie De Fina 1-6 6-4 6-2                                                      | Carol Ann Prosen                            |               |                     |
| 9 febbraio  | South Florida Championships 1964 West Palm Beach, USA Terra rossa Singolare - Doppio        |                                                                                    |                                             |               |                     |
| 9 febbraio  | Asian Championships 1964 Calcutta, India Erba Singolare - Doppio                            | Jill Mills 6-0 6-2                                                                 | Rita Suriya                                 |               |                     |
| 9 febbraio  | Asian Championships 1964 Calcutta, India Erba Singolare - Doppio                            | Begum Khan Jill Mills 6-1 6-1                                                      | Kumarani of Bobb Lakshmi Mahadevan          |               |                     |
| 9 febbraio  | Asian Championships 1964 Calcutta, India Erba Singolare - Doppio                            | Doppio misto: Alan Mills Jill Mills 7-5 6-1                                        | V.R. Balasubramaniyan Lakshmi Mahadevan     |               |                     |
| 9 febbraio  | Auckland International Wills 1964 Auckland, Nuova Zelanda Erba Singolare - Doppio           | Margaret Smith-Court 6-4 3-6 6-0                                                   | Jan Lehane                                  |               |                     |
| 9 febbraio  | Auckland International Wills 1964 Auckland, Nuova Zelanda Erba Singolare - Doppio           | Margaret Smith-Court Jan Lehane 6-2 6-2                                            | Ethne Green Elizabeth Terry                 |               |                     |
| 9 febbraio  | Cozon Cup Indoor Championships 1964 Lione, Francia Campo indoor Singolare - Doppio          | Monique Salfati-di Maso 6-0 6-4                                                    | Michelle Boulle                             |               |                     |
| 9 febbraio  | Cozon Cup Indoor Championships 1964 Lione, Francia Campo indoor Singolare - Doppio          |                                                                                    |                                             |               |                     |
| 9 febbraio  | Monte Carlo Winter Tournament 1964 Monte Carlo, Monte Carlo Singolare - Doppio              | Nicole Filipone 8-6 6-3                                                            | Janice Townsend                             |               |                     |
| 9 febbraio  | Monte Carlo Winter Tournament 1964 Monte Carlo, Monte Carlo Singolare - Doppio              |                                                                                    |                                             |               |                     |
| 15 febbraio | Western Province Championships 1964 Città del Capo, Sudafrica Cemento Singolare - Doppio    | Maria Esther Bueno                                                                 | Darlene Hard                                |               |                     |
| 15 febbraio | Western Province Championships 1964 Città del Capo, Sudafrica Cemento Singolare - Doppio    | Maria Ester Bueno Darlene Hard 6-2 1-0 (titolo condiviso, sospensione per pioggia) | Ann Haydon Jones Annette Van Zyl            |               |                     |
| 16 febbraio | Australian Hard Court Championships 1964 Hobart, Australia Singolare - Doppio               | Madonna Schacht 6-1 6-8 6-1                                                        | Gail Sherriff Chanfreau Lovera              |               |                     |
| 16 febbraio | Australian Hard Court Championships 1964 Hobart, Australia Singolare - Doppio               | Robyn Ebbern Joan Gibson 2-6 6-4 7-5                                               | Kerry Melville Gail Sherriff                |               |                     |
| 16 febbraio | Budapest Indoor Championships 1964 Budapest, Ungheria Terra rossa indoor Singolare - Doppio | Vera Sukova Puzejova 6-4 6-3                                                       | Sonja Pachta                                |               |                     |
| 16 febbraio | Budapest Indoor Championships 1964 Budapest, Ungheria Terra rossa indoor Singolare - Doppio | Tsu Sun Tsen Ti                                                                    | Madgeburg Rylsza                            |               |                     |
| 16 febbraio | French Covered Court Championships 1964 Parigi, Francia Campo indoor Singolare - Doppio     | Jeanine Lieffrig 6-4 8-6                                                           | Christine Truman                            |               |                     |
| 16 febbraio | French Covered Court Championships 1964 Parigi, Francia Campo indoor Singolare - Doppio     | Rosa Maria Reyes Darmon Anne-Marie Larue 3-6 6-3 6-2                               | Françoise Dürr Jeanine Lieffrig             |               |                     |
| 18 febbraio | Torneo di Cap d'Antibes 1964 Antibes, Francia Singolare - Doppio                            | Jacqueline Rees-Lewis Vives 6-4 6-0                                                | Roberta Beltrame                            |               |                     |
| 18 febbraio | Torneo di Cap d'Antibes 1964 Antibes, Francia Singolare - Doppio                            | Roberta Beltrame Gloria Butler 10-8 2-6 6-3                                        | Nicole Filipone Jacqueline Rees-Lewis Vives |               |                     |
| 19 febbraio | USSR Indoors Championships 1964 Mosca, URSS Campo indoor Singolare - Doppio                 | Anna Dmitrieva Tolstoy 6-4 6-2                                                     | Titova                                      |               |                     |
| 19 febbraio | USSR Indoors Championships 1964 Mosca, URSS Campo indoor Singolare - Doppio                 |                                                                                    |                                             |               |                     |
| 22 febbraio | Southern Transvaal Championships 1964 Johannesburg, Sudafrica Cemento Singolare - Doppio    | Darlene Hard 6-4 6-4                                                               | Maria Esther Bueno                          |               |                     |
| 22 febbraio | Southern Transvaal Championships 1964 Johannesburg, Sudafrica Cemento Singolare - Doppio    | Darlene Hard Maria Ester Bueno 6-4 6-8 6-0                                         | Ann Haydon Jones Margaret Hunt              |               |                     |
| 23 febbraio | German Covered Court Championships 1964 Brema, Germania Campo indoor Singolare - Doppio     | Christine Truman 6-4 5-7 6-1                                                       | Carole Rosser-Matheson                      |               |                     |
| 23 febbraio | German Covered Court Championships 1964 Brema, Germania Campo indoor Singolare - Doppio     | Carole Rosser-Matheson Christine Truman                                            | Elly Krocke Betty Stöve                     |               |                     |
| 23 febbraio | Cannes Lawn Tennis Club Championships 1964 Cannes, Francia Terra rossa Singolare - Doppio   | Jacqueline Rees-Lewis Vives 6-1 6-2                                                | Roberta Beltrame                            |               |                     |
| 23 febbraio | Cannes Lawn Tennis Club Championships 1964 Cannes, Francia Terra rossa Singolare - Doppio   | Roberta Beltrame Gloria Butler                                                     | Nicole Filipone Jacqueline Rees-Lewis       |               |                     |
| 23 febbraio | Mexican International Championships 1964 Città del Messico, Messico Singolare - Doppio      | Yola Ramírez 6-4 4-6 6-3                                                           | Françoise Dürr                              |               |                     |
| 23 febbraio | Mexican International Championships 1964 Città del Messico, Messico Singolare - Doppio      |                                                                                    |                                             |               |                     |
| 28 febbraio | US Indoors 1964 Boston, USA Campo indoor Singolare - Doppio                                 | Mary-Ann Eisel Curtis 6-3 6-4                                                      | Carole Wright                               |               |                     |
| 28 febbraio | US Indoors 1964 Boston, USA Campo indoor Singolare - Doppio                                 | Mary-Ann Eisel Curtis Kay Hubbell 6-3 6-3                                          | Belmar Gunderson Joane Swanson              |               |                     |
| 28 febbraio | US Indoors 1964 Boston, USA Campo indoor Singolare - Doppio                                 | Doppio misto: Belmar Gunderson Chauncey Steele III 6-3 6-3                         | Carole Wright Chauncey Steele II            |               |                     |

## Marzo
| Settimana | Torneo | Vincitore                                             | Finalista                                    | Semifinalisti | Eliminati ai quarti |
| --------- | --- | ----------------------------------------------------- | -------------------------------------------- | ------------- | ------------------- |
| 1º marzo  | Eastern Transvaal Championships 1964 Benoni, Sudafrica Cemento Singolare - Doppio                                | Darlene Hard 7-5 6-4                                  | Ann Haydon Jones                             |               |                     |
| 1º marzo  | Eastern Transvaal Championships 1964 Benoni, Sudafrica Cemento Singolare - Doppio                                | Margaret Hunt Annette Van Zyl                         | Jean Forbes Val Forbes                       |               |                     |
| 1º marzo  | Dixie Championships 1964 Tampa, USA Terra rossa Singolare - Doppio                                               | Karen Hantze Susman 6-4 2-6 6-2                       | Judy Alvarez                                 |               |                     |
| 1º marzo  | Dixie Championships 1964 Tampa, USA Terra rossa Singolare - Doppio                                               | Karen Hantze Susman Françoise Dürr 6-3 6-0            | Judy Alvarez Rita Bentley                    |               |                     |
| 2 marzo   | New South Wales Hard Court Championships 1964 Tamworth, Australia Singolare - Doppio                             | Robyn Ebbern 6-2 6-3                                  | Lesley Turner Bowrey                         |               |                     |
| 2 marzo   | New South Wales Hard Court Championships 1964 Tamworth, Australia Singolare - Doppio                             | Robyn Ebbern Madonna Schacht 6-3 6-0                  | Carol Sherriff Gail Sherriff                 |               |                     |
| 2 marzo   | Torneo di Beaulieu 1964 Cannes, Francia Terra rossa Singolare - Doppio                                           | Jacqueline Rees-Lewis Vives 6-1 6-1                   | Carole Rosser-Matheson                       |               |                     |
| 2 marzo   | Torneo di Beaulieu 1964 Cannes, Francia Terra rossa Singolare - Doppio                                           |                                                       |                                              |               |                     |
| 2 marzo   | Perth Championships 1964 Perth, Australia Singolare - Doppio                                                     | Gwenda Don 6-1 6-3                                    | Dorothy Whitely                              |               |                     |
| 2 marzo   | Perth Championships 1964 Perth, Australia Singolare - Doppio                                                     |                                                       |                                              |               |                     |
| 8 marzo   | Caracas Altamira International 1964 Caracas, Venezuela Cemento Singolare - Doppio                                | Françoise Dürr 6-3 6-2                                | Rita Bentley                                 |               |                     |
| 8 marzo   | Caracas Altamira International 1964 Caracas, Venezuela Cemento Singolare - Doppio                                | Françoise Dürr Karen Hantze Susman 6-3 6-4            | Judy Alvarez Rita Bentley                    |               |                     |
| 8 marzo   | Moscow International Indoor Championships 1964 Mosca, URSS Campo indoor Singolare - Doppio                       | Anna Dmitrieva Tolstoy 8-6 6-2                        | Titova                                       |               |                     |
| 8 marzo   | Moscow International Indoor Championships 1964 Mosca, URSS Campo indoor Singolare - Doppio                       | Olfa Lendlova Sonska                                  | Anna Dmitrieva Tolstoy Titova                |               |                     |
| 8 marzo   | Northern Transvaal Championships 1964 Pretoria, Sudafrica Cemento Singolare - Doppio                             | Maria Esther Bueno 6-4 3-6 7-5                        | Darlene Hard                                 |               |                     |
| 8 marzo   | Northern Transvaal Championships 1964 Pretoria, Sudafrica Cemento Singolare - Doppio                             | Maria Ester Bueno Darlene Hard 8-6 7-5                | Annette Van Zyl Margaret Hunt                |               |                     |
| 10 marzo  | Carlton Club Championships 1964 Cannes, Francia Terra rossa Singolare - Doppio                                   | Jacqueline Rees-Lewis Vives 6-0 6-2                   | Monique Salfati-di Maso                      |               |                     |
| 10 marzo  | Carlton Club Championships 1964 Cannes, Francia Terra rossa Singolare - Doppio                                   | Roberta Beltrame Monique Salfati 6-2 6-3              | Sally Holdsworth Robin Lloyd                 |               |                     |
| 14 marzo  | OFS Championships 1964 Bloemfontein, Sudafrica Cemento Singolare - Doppio                                        | Darlene Hard 8-6 2-6 6-1                              | Maria Esther Bueno                           |               |                     |
| 14 marzo  | OFS Championships 1964 Bloemfontein, Sudafrica Cemento Singolare - Doppio                                        | Darlene Hard Maria Ester Bueno 6-3 6-2                | Elizabeth Starkie Deidre Catt                |               |                     |
| 15 marzo  | Colombia International 1964 Barranquilla, Colombia Terra rossa Singolare - Doppio                                | Françoise Dürr 6-1 6-0                                | Judy Alvarez                                 |               |                     |
| 15 marzo  | Colombia International 1964 Barranquilla, Colombia Terra rossa Singolare - Doppio                                | Françoise Dürr Judy Alvarez 6-2 6-3                   | Franboise Savy Elena Subirats                |               |                     |
| 15 marzo  | Egyptian International Cairo Championships 1964 Il Cairo, Egitto Terra rossa Singolare - Doppio                  | Jan Lehane 6-2 6-1                                    | Christine Truman                             |               |                     |
| 15 marzo  | Egyptian International Cairo Championships 1964 Il Cairo, Egitto Terra rossa Singolare - Doppio                  | Helga Schultze-Hösl Christine Truman 6-4 6-4          | Jan Lehane Madonna Schacht                   |               |                     |
| 1-6 marzo | Gallia Club Championships 1964 Cannes, Francia Terra rossa Singolare - Doppio                                    | Jacqueline Rees-Lewis Vives 6-3 6-1                   | Monique Salfati-di Maso                      |               |                     |
| 1-6 marzo | Gallia Club Championships 1964 Cannes, Francia Terra rossa Singolare - Doppio                                    |                                                       |                                              |               |                     |
| 22 marzo  | Egyptian International Alexandria Championships 1964 Alessandria d'Egitto, Egitto Terra rossa Singolare - Doppio | Jan Lehane 3-6 6-3 6-4                                | Helga Schultze-Hösl                          |               |                     |
| 22 marzo  | Egyptian International Alexandria Championships 1964 Alessandria d'Egitto, Egitto Terra rossa Singolare - Doppio | Helga Schultze-Hösl Christine Truman 6-4 7-5          | Jan Lehane Madonna Schacht                   |               |                     |
| 22 marzo  | Nice Lawn Tennis Club Championships 1964 Nizza, Francia Singolare - Doppio                                       | Almut Sturm 6-2 3-6 6-2                               | Christiane Mercelis                          |               |                     |
| 22 marzo  | Nice Lawn Tennis Club Championships 1964 Nizza, Francia Singolare - Doppio                                       | Trudy Groenman Anna Lepoutre 3-6 6-2 6-2              | Elly Krocke Betty Stöve                      |               |                     |
| 23 marzo  | Pan American International Championships 1964 Città del Messico, Messico Singolare - Doppio                      | Yola Ramírez 6-4 4-6 6-3                              | Françoise Dürr                               |               |                     |
| 23 marzo  | Pan American International Championships 1964 Città del Messico, Messico Singolare - Doppio                      | Yola Ramírez Elena Subirats 7-5 6-8 6-2               | Françoise Dürr Kathleen Harter               |               |                     |
| 29 marzo  | Good Neighbor Tournament 1964 Miami, USA Terra rossa Singolare - Doppio                                          | Nancy Richey 6-4 6-2                                  | Stephanie De Fina                            |               |                     |
| 29 marzo  | Good Neighbor Tournament 1964 Miami, USA Terra rossa Singolare - Doppio                                          | Justina Bricka-Horwitz Carol Hanks-Aucamp 2-6 8-6 6-3 | Judy Alvarez Françoise Dürr                  |               |                     |
| 29 marzo  | Torneo di San Luis Potosí 1964 San Luis Potosí, Messico Terra rossa Singolare - Doppio                           | Yola Ramírez 6-3 6-3                                  | Kathleen Harter                              |               |                     |
| 29 marzo  | Torneo di San Luis Potosí 1964 San Luis Potosí, Messico Terra rossa Singolare - Doppio                           | Yola Ochoa Patricia Ramirez 6-3 6-0                   | Kathleen Harter Amparo Perez                 |               |                     |
| 30 marzo  | South African Championships 1964 Johannesburg, Sudafrica Cemento Singolare - Doppio                              | Darlene Hard 6-3 7-5                                  | Ann Haydon Jones                             |               |                     |
| 30 marzo  | South African Championships 1964 Johannesburg, Sudafrica Cemento Singolare - Doppio                              | Darlene Hard Maria Ester Bueno 6-4 6-8 6-0            | Annette Van Zyl Margaret Hunt                |               |                     |
| 30 marzo  | Monte Carlo Cup 1964 Monte Carlo, Monte Carlo Terra rossa Singolare - Doppio                                     | Christine Truman 6-4 3-6 6-4                          | Jan Lehane                                   |               |                     |
| 30 marzo  | Monte Carlo Cup 1964 Monte Carlo, Monte Carlo Terra rossa Singolare - Doppio                                     | Silvana Lazzarino Lea Pericoli 4-6 6-2 6-0            | Heide Schildeknecht-Orth Helga Schultze-Hösl |               |                     |
| 30 marzo  | Thunderbird Classic 1964 Phoenix, USA Cemento Singolare - Doppio                                                 | Julie Albert 6-3 7-5                                  | Mimi Arnold                                  |               |                     |
| 30 marzo  | Thunderbird Classic 1964 Phoenix, USA Cemento Singolare - Doppio                                                 |                                                       |                                              |               |                     |
| 30 marzo  | Southport Hard Court Championships 1964 Southport, Gran Bretagna Singolare - Doppio                              | Nell Truman 2-6 6-2 6-1                               | Heather Allen                                |               |                     |
| 30 marzo  | Southport Hard Court Championships 1964 Southport, Gran Bretagna Singolare - Doppio                              |                                                       |                                              |               |                     |
| 30 marzo  | Trinidad International 1964 Trinidad e Tobago, Trinidad e Tobago Terra rossa Singolare - Doppio                  | Judy Alvarez 6-1 8-6                                  | Rita Bentley                                 |               |                     |
| 30 marzo  | Trinidad International 1964 Trinidad e Tobago, Trinidad e Tobago Terra rossa Singolare - Doppio                  |                                                       |                                              |               |                     |

## Aprile
| Settimana | Torneo                                                                                           | Vincitore                                                 | Finalista                                          | Semifinalisti | Eliminati ai quarti |
| --------- | ------------------------------------------------------------------------------------------------ | --------------------------------------------------------- | -------------------------------------------------- | ------------- | ------------------- |
| 5 aprile  | Aix Golden Racquet Tournament 1964 Aix-en-Provence, Francia Terra rossa Singolare - Doppio       | Jan Lehane 6-1 6-0                                        | Madonna Schacht                                    |               |                     |
| 5 aprile  | Aix Golden Racquet Tournament 1964 Aix-en-Provence, Francia Terra rossa Singolare - Doppio       | Jan Lehane Helga Schultze-Hösl 6-3 7-5                    | Jeanine Lieffrig Madonna Schacht                   |               |                     |
| 5 aprile  | Caribe Hilton Championships 1964 San Juan, Porto Rico Cemento Singolare - Doppio                 | Nancy Richey 6-3 6-0                                      | Carol Hanks-Aucamp                                 |               |                     |
| 5 aprile  | Caribe Hilton Championships 1964 San Juan, Porto Rico Cemento Singolare - Doppio                 | Justina Bricka-Horwitz Carol Hanks-Aucamp 6-4 6-3         | Carole Wright Karen Hantze Susman                  |               |                     |
| 6 aprile  | Italian Riviera Championships 1964 Sanremo, Italia Terra rossa Singolare - Doppio                | Almut Sturm 4-6 6-4 6-4                                   | Annalisa Bossi                                     |               |                     |
| 6 aprile  | Italian Riviera Championships 1964 Sanremo, Italia Terra rossa Singolare - Doppio                |                                                           |                                                    |               |                     |
| 11 aprile | Cumberland Hard Court Championships 1964 Hampstead, Gran Bretagna Terra rossa Singolare - Doppio | Jan Lehane 6-2 2-6 6-4                                    | Ann Haydon Jones                                   |               |                     |
| 11 aprile | Cumberland Hard Court Championships 1964 Hampstead, Gran Bretagna Terra rossa Singolare - Doppio | Christine Truman Nell Truman 6-3 6-3                      | Ann Haydon Jones Jan Lehane                        |               |                     |
| 12 aprile | Catania Championships 1964 Catania, Italia Terra rossa Singolare - Doppio                        | Madonna Schacht 6-4 6-3                                   | Vlasta Kodesova-Vopickova                          |               |                     |
| 12 aprile | Catania Championships 1964 Catania, Italia Terra rossa Singolare - Doppio                        |                                                           |                                                    |               |                     |
| 12 aprile | Riviera Championships 1964 Mentone, Francia Terra rossa Singolare - Doppio                       | Jacqueline Rees-Lewis Vives 4-6 7-5 6-3                   | Christiane Mercelis                                |               |                     |
| 12 aprile | Riviera Championships 1964 Mentone, Francia Terra rossa Singolare - Doppio                       | Christiane Mercelis Heide Schildeknecht-Orth 3-6 6-1 6-4  | Carol Ann Prosen Elsa Riboli                       |               |                     |
| 12 aprile | Masters Invitational 1964 Saint Petersburg, USA Terra rossa Singolare - Doppio                   | Nancy Richey 6-3 6-4                                      | Judy Alvarez                                       |               |                     |
| 12 aprile | Masters Invitational 1964 Saint Petersburg, USA Terra rossa Singolare - Doppio                   | Nancy Richey Karen Hantze Susman 6-2 6-1                  | Judy Alvarez Françoise Dürr                        |               |                     |
| 18 aprile | Rothmans Connaught Championships 1964 Chingford, Gran Bretagna Terra rossa Singolare - Doppio    | Norma Baylon 3-6 6-2 6-4                                  | Christine Truman                                   |               |                     |
| 18 aprile | Rothmans Connaught Championships 1964 Chingford, Gran Bretagna Terra rossa Singolare - Doppio    | Rita Bentley Elizabeth Starkie 6-4 8-6                    | Margaret Harris Fay Toyne                          |               |                     |
| 18 aprile | Sutton Hard Court Championships 1964 Sutton, Gran Bretagna Terra rossa Singolare - Doppio        | Jan Lehane 2-6 6-3 6-4                                    | Ann Haydon Jones                                   |               |                     |
| 18 aprile | Sutton Hard Court Championships 1964 Sutton, Gran Bretagna Terra rossa Singolare - Doppio        | Deidre Catt Ann Haydon Jones 6-4 7-5                      | Carole Rosser-Matheson Joyce Barclay-Williams-Hume |               |                     |
| 19 aprile | Mediterranean Tennis Club Championship 1964 Nizza, Francia Terra rossa Singolare - Doppio        | Jacqueline Rees-Lewis Vives titolo condiviso              | Heide Schildeknecht-Orth                           |               |                     |
| 19 aprile | Mediterranean Tennis Club Championship 1964 Nizza, Francia Terra rossa Singolare - Doppio        |                                                           |                                                    |               |                     |
| 19 aprile | Campionati Internazionali di Sicilia 1964 Palermo, Italia Terra rossa Singolare - Doppio         | Vlasta Kodesova-Vopickova 6-1 6-1                         | Vera Sukova Puzejova                               |               |                     |
| 19 aprile | Campionati Internazionali di Sicilia 1964 Palermo, Italia Terra rossa Singolare - Doppio         |                                                           |                                                    |               |                     |
| 19 aprile | Campionati Internazionali di Sicilia 1964 Palermo, Italia Terra rossa Singolare - Doppio         | Doppio misto: Robyn Ebbern Bob Hewitt 6-4 7-5             | Věra Suková Stefan Koudelka                        |               |                     |
| 22 aprile | British Hard Court Championships 1964 Bournemouth, Gran Bretagna Terra rossa Singolare - Doppio  | Ann Haydon Jones 6-2 12-10                                | Jan Lehane                                         |               |                     |
| 22 aprile | British Hard Court Championships 1964 Bournemouth, Gran Bretagna Terra rossa Singolare - Doppio  | Jan Lehane Helga Schultze 8-6 6-1                         | Carol Rosser Joyce Williams                        |               |                     |
| 24 aprile | Paris International Championships 1964 Parigi, Francia Terra rossa Singolare - Doppio            | Vera Sukova Puzejova 6-3 4-6 6-4                          | Françoise Dürr                                     |               |                     |
| 24 aprile | Paris International Championships 1964 Parigi, Francia Terra rossa Singolare - Doppio            | Françoise Dürr Jeanine Lieffrig 6-4 7-5                   | Vlasta Kodesova-Vopickova Vera Sukova Puzejova     |               |                     |
| 26 aprile | Dallas Invitation 1964 Dallas, USA Singolare - Doppio                                            | Nancy Richey 6-3 13-11                                    | Vicky Palmer Heinecke                              |               |                     |
| 26 aprile | Dallas Invitation 1964 Dallas, USA Singolare - Doppio                                            | Justina Bricka Vicki Palmer 7-5 6-8 6-3                   | Nancy Richey Karen Susman                          |               |                     |
| 26 aprile | Puerta de Hierro International 1964 Madrid, Spagna Terra rossa Singolare - Doppio                | Jacqueline Rees-Lewis Vives 6-4 6-2                       | Heide Schildeknecht-Orth                           |               |                     |
| 26 aprile | Puerta de Hierro International 1964 Madrid, Spagna Terra rossa Singolare - Doppio                | Maria Estalella Marta Pereda 7-5 6-8 6-3                  | Pilar Barril Hedie Schildknecht                    |               |                     |
| 26 aprile | Ojai Valley Championships 1964 Ojai, USA Cemento Singolare - Doppio                              | Mimi Arnold 2-6 6-4 6-4                                   | Carole Caldwell Graebner                           |               |                     |
| 26 aprile | Ojai Valley Championships 1964 Ojai, USA Cemento Singolare - Doppio                              | Carole Caldwell Graebner Dorothy Bundy Cheney 3-6 6-3 6-1 | Kathy Blake Kathleen Harter                        |               |                     |
| 27 aprile | Campionato Partenopeo 1964 Napoli, Italia Terra rossa Singolare - Doppio                         | Robyn Ebbern 6-0 6-3                                      | Madonna Schacht                                    |               |                     |
| 27 aprile | Campionato Partenopeo 1964 Napoli, Italia Terra rossa Singolare - Doppio                         |                                                           |                                                    |               |                     |
| 27 aprile | Campionato Partenopeo 1964 Napoli, Italia Terra rossa Singolare - Doppio                         | Doppio misto: Robyn Ebbern Bob Hewitt 3-6 6-2 6-3         | Judy Tegart Fred Stolle                            |               |                     |

## Maggio
| Settimana | Torneo                                                                                        | Vincitore                                            | Finalista                                             | Semifinalisti | Eliminati ai quarti |
| --------- | --------------------------------------------------------------------------------------------- | ---------------------------------------------------- | ----------------------------------------------------- | ------------- | ------------------- |
| 1º maggio | East Java Hard Court Championships 1964 Surabaya, Indonesia Terra rossa Singolare - Doppio    | Otty Oey 6-0 6-8 6-2                                 | Liem Soen Gie                                         |               |                     |
| 1º maggio | East Java Hard Court Championships 1964 Surabaya, Indonesia Terra rossa Singolare - Doppio    | Oei Liem Mandias 2-6 7-5 6-3                         | Gan Otty Oey                                          |               |                     |
| 2 maggio  | London Hard Court Championships 1964 Hurlingham, Gran Bretagna Terra rossa Singolare - Doppio | Jan Lehane 6-3 6-1                                   | Norma Baylon                                          |               |                     |
| 2 maggio  | London Hard Court Championships 1964 Hurlingham, Gran Bretagna Terra rossa Singolare - Doppio | Jan Lehane Helga Schultze-Hösl 7-5 6-4               | Jan Lehane Nancy Richey                               |               |                     |
| 3 maggio  | River Plate Championships 1964 Buenos Aires, Argentina Terra rossa Singolare - Doppio         | Nora Bonifacino-Somoza 6-2 6-1                       | Donna Floyd-Fales                                     |               |                     |
| 3 maggio  | River Plate Championships 1964 Buenos Aires, Argentina Terra rossa Singolare - Doppio         | Bove Graciela Lombardi 10-8 2-6 8-6                  | Donna Floyd-Fales Wright                              |               |                     |
| 3 maggio  | Torneo di Reggio di Calabria 1964 Reggio Calabria, Italia Terra rossa Singolare - Doppio      | Margaret Smith-Court 6-0 6-4                         | Robyn Ebbern                                          |               |                     |
| 3 maggio  | Torneo di Reggio di Calabria 1964 Reggio Calabria, Italia Terra rossa Singolare - Doppio      |                                                      |                                                       |               |                     |
| 3 maggio  | Northern California Championships 1964 San Francisco, USA Cemento Singolare - Doppio          | Rosie Casals 6-0 6-0                                 | Gerry Carter                                          |               |                     |
| 3 maggio  | Northern California Championships 1964 San Francisco, USA Cemento Singolare - Doppio          | Pat Mattes Sharon Russell 6-0 6-3                    | Bacon Whitman                                         |               |                     |
| 8 maggio  | Torneo di Ujpesti Dozsa 1964 Ujpesti Dozsa, Ungheria Singolare - Doppio                       | Erzbet Polgar 8-6 6-4                                | Feher                                                 |               |                     |
| 8 maggio  | Torneo di Ujpesti Dozsa 1964 Ujpesti Dozsa, Ungheria Singolare - Doppio                       |                                                      |                                                       |               |                     |
| 10 maggio | Southern California Championships 1964 Los Angeles, USA Cemento Singolare - Doppio            | Carole Caldwell Graebner 7-5 3-6 6-1                 | Billie Jean King                                      |               |                     |
| 10 maggio | Southern California Championships 1964 Los Angeles, USA Cemento Singolare - Doppio            | Kathleen Harter Kathy Blake 7-9 6-2 8-6              | Susan Behlmar Billie Jean King                        |               |                     |
| 10 maggio | Stuttgart Tournament 1964 Stoccarda, Germania Terra rossa Singolare - Doppio                  | Christine Truman 6-3 6-2                             | Almut Sturm                                           |               |                     |
| 10 maggio | Stuttgart Tournament 1964 Stoccarda, Germania Terra rossa Singolare - Doppio                  |                                                      |                                                       |               |                     |
| 11 maggio | Belgian Brussels 1964 Bruxelles, Belgio Terra rossa Singolare - Doppio                        | Christiane Mercelis 6-1 6-4                          | Jacqueline Kermina                                    |               |                     |
| 11 maggio | Belgian Brussels 1964 Bruxelles, Belgio Terra rossa Singolare - Doppio                        |                                                      |                                                       |               |                     |
| 12 maggio | Internazionali d'Italia 1964 Roma, Italia Terra rossa Singolare - Doppio                      | Margaret Smith-Court 6-1 6-1                         | Lesley Turner Bowrey                                  |               |                     |
| 12 maggio | Internazionali d'Italia 1964 Roma, Italia Terra rossa Singolare - Doppio                      | Margaret Smith-Court Lesley Turner Bowrey 6-1 6-2    | Silvana Lazzarino Lea Pericoli                        |               |                     |
| 15 maggio | Torneo di Diosgyor 1964 Diósgyőr, Ungheria Singolare - Doppio                                 | Judit Monori 11-9 6-2                                | Erzsebet Solyom                                       |               |                     |
| 15 maggio | Torneo di Diosgyor 1964 Diósgyőr, Ungheria Singolare - Doppio                                 |                                                      |                                                       |               |                     |
| 17 maggio | Indonesian Gravel Court Championships 1964 Giacarta, Indonesia Terra rossa Singolare - Doppio | Lita Liem 6-1 6-0                                    | Otty Oey                                              |               |                     |
| 17 maggio | Indonesian Gravel Court Championships 1964 Giacarta, Indonesia Terra rossa Singolare - Doppio | Mudjoko Yolanda 6-0 6-2                              | Oei Liem Mandias                                      |               |                     |
| 18 maggio | West Berlin Championships 1964 Berlino, Germania Terra rossa Singolare - Doppio               | Margaret Smith-Court 6-2 6-1                         | Helga Schultze-Hösl                                   |               |                     |
| 18 maggio | West Berlin Championships 1964 Berlino, Germania Terra rossa Singolare - Doppio               | Margaret Smith-Court Lesley Turner Bowrey 7-5 6-2    | Nancy Richey Karen Hantze Susman                      |               |                     |
| 20 maggio | Dinis Powis 1964 Glamorgan, Gran Bretagna Erba Singolare - Doppio                             | Gertrudia Groenman-Walhof 6-1 6-3                    | Elly Krocke                                           |               |                     |
| 20 maggio | Dinis Powis 1964 Glamorgan, Gran Bretagna Erba Singolare - Doppio                             | Elly Krocke Betty Stöve 6-4 6-8 9-7                  | Gertrudia Groenman-Walhof Anja Lepoutre               |               |                     |
| 22 maggio | Torneo di Malvern 1964 Malvern, Gran Bretagna Erba Singolare - Doppio                         | Margaret Lee 6-3 6-2                                 | Hall                                                  |               |                     |
| 22 maggio | Torneo di Malvern 1964 Malvern, Gran Bretagna Erba Singolare - Doppio                         | Jenny Morris Patricia Walkden-Pretorius 8-6 6-4      | Marie Fourie Jenny Garner                             |               |                     |
| 23 maggio | Sutton Coldfield 1964 Sutton, Gran Bretagna Erba Singolare - Doppio                           | Ann Haydon Jones 1-6 8-6 6-4                         | Rita Bentley                                          |               |                     |
| 23 maggio | Sutton Coldfield 1964 Sutton, Gran Bretagna Erba Singolare - Doppio                           | Ann Haydon Jones Rita Bentley 6-4 6-4                | Steventon Susan Tutt                                  |               |                     |
| 23 maggio | St Annes 1964 Londra, Gran Bretagna Erba Singolare - Doppio                                   | Lorna Cawthorn                                       | Robin Blakelock-Lloyd                                 |               |                     |
| 23 maggio | St Annes 1964 Londra, Gran Bretagna Erba Singolare - Doppio                                   | Lorna Cawthorn Robin Blakelock-Lloyd 6-1 7-5         | Margaret Harris Faye Toyne                            |               |                     |
| 24 maggio | Atlanta Invitational 1964 Atlanta, USA Terra rossa Singolare - Doppio                         | Carol Hanks-Aucamp 6-2 8-6                           | Mary-Ann Eisel Curtis                                 |               |                     |
| 24 maggio | Atlanta Invitational 1964 Atlanta, USA Terra rossa Singolare - Doppio                         | Mary-Ann Eisel Curtis Carol Hanks-Aucamp 1-6 7-5 6-4 | Stephanie De Fina Peachy Kellmeyer                    |               |                     |
| 24 maggio | California State Championships 1964 Menlo Park, USA Cemento Singolare - Doppio                | Julie Albert 3-6 6-1 6-1                             | Mimi Arnold                                           |               |                     |
| 24 maggio | California State Championships 1964 Menlo Park, USA Cemento Singolare - Doppio                | Mimi Arnold Barbara Benigni 8-6 6-1                  | Julie Albert Julie Heldman                            |               |                     |
| 30 maggio | Surrey Grass Court Championships 1964 Surbiton, Gran Bretagna Erba Singolare - Doppio         | Ann Haydon Jones 6-3 6-1                             | Carole Caldwell Graebner                              |               |                     |
| 30 maggio | Surrey Grass Court Championships 1964 Surbiton, Gran Bretagna Erba Singolare - Doppio         | Ann Haydon Jones Virginia Wade 7-5 6-4               | Carole Caldwell Graebner Tory-Ann Fretz               |               |                     |
| 30 maggio | Torneo di Wolverhampton 1964 Wolverhampton, Gran Bretagna Erba Singolare - Doppio             | Fay Toyne 6-1 6-3                                    | Alison Stroud                                         |               |                     |
| 30 maggio | Torneo di Wolverhampton 1964 Wolverhampton, Gran Bretagna Erba Singolare - Doppio             | Haskew Susan Tutt 6-4 6-2                            | Hazel Cheadle Alex Soady                              |               |                     |
| 31 maggio | Internazionali di Francia 1964 Parigi, Francia Terra rossa Singolare - Doppio                 | Margaret Smith-Court 5-7 6-1 6-2                     | Maria Esther Bueno                                    |               |                     |
| 31 maggio | Internazionali di Francia 1964 Parigi, Francia Terra rossa Singolare - Doppio                 | Margaret Smith-Court Lesley Turner Bowrey 6-3 6-0    | Norma Baylon Helga Schultze-Hösl                      |               |                     |
| 31 maggio | Tulsa Clay Court Championships 1964 Tulsa, USA Terra rossa Singolare - Doppio                 | Yola Ramírez 7-5 4-6 6-2                             | Justina Bricka-Horwitz                                |               |                     |
| 31 maggio | Tulsa Clay Court Championships 1964 Tulsa, USA Terra rossa Singolare - Doppio                 | Owen McHaney Yola Ramírez 1-6 6-4 6-3                | Justina Bricka-Horwitz Patsy Rippy                    |               |                     |
| 31 maggio | Austrian Championships 1964 Vienna, Austria Terra rossa Singolare - Doppio                    | Sonja Pachta 6-2 6-2                                 | Almut Sturm                                           |               |                     |
| 31 maggio | Austrian Championships 1964 Vienna, Austria Terra rossa Singolare - Doppio                    | Jeanine Lieffrig Elizabeth Starkie                   | Jitka Horcicikova-Volavkova Vlasta Kodesova-Vopickova |               |                     |

## Giugno
| Settimana | Torneo                                                                                       | Vincitore                                              | Finalista                            | Semifinalisti | Eliminati ai quarti |
| --------- | -------------------------------------------------------------------------------------------- | ------------------------------------------------------ | ------------------------------------ | ------------- | ------------------- |
| 6 giugno  | Czechoslovakian International Championships 1964 Praga, Cecoslovacchia Singolare - Doppio    | Vera Sukova Puzejova 6-3 6-2                           | Jitka Horcicikova-Volavkova          |               |                     |
| 6 giugno  | Czechoslovakian International Championships 1964 Praga, Cecoslovacchia Singolare - Doppio    | Vlasta Kodešová Věra Suková                            | Matejkova Pilarova                   |               |                     |
| 7 giugno  | Moroccan International Championships 1964 Casablanca, Marocco Terra rossa Singolare - Doppio | Françoise Dürr 6-4 6-3                                 | Robyn Ebbern                         |               |                     |
| 7 giugno  | Moroccan International Championships 1964 Casablanca, Marocco Terra rossa Singolare - Doppio |                                                        |                                      |               |                     |
| 7 giugno  | Swiss Championships 1964 Losanna, Svizzera Terra rossa Singolare - Doppio                    | Margaret Smith-Court 2-6 8-6 6-2                       | Jan Lehane                           |               |                     |
| 7 giugno  | Swiss Championships 1964 Losanna, Svizzera Terra rossa Singolare - Doppio                    | Renee Schuurman Karen Hantze Susman 7-5 6-4            | Roberta Beltrame Christiane Mercelis |               |                     |
| 7 giugno  | US Hard Court Championships 1964 Sacramento, USA Singolare - Doppio                          | Kathleen Harter 6-1 6-0                                | Kathy Blake                          |               |                     |
| 7 giugno  | US Hard Court Championships 1964 Sacramento, USA Singolare - Doppio                          | Mimi Arnold Barbara Benigni 7-5 6-4                    | Jean Danilovich Sue Shrader          |               |                     |
| 8 giugno  | Torneo Godò 1964 Barcellona, Spagna Terra rossa Singolare - Doppio                           | Maria-Carmen Coronado 6-3 6-4                          | Michelle Boulle                      |               |                     |
| 8 giugno  | Torneo Godò 1964 Barcellona, Spagna Terra rossa Singolare - Doppio                           | Carmen Coronado Ana-Maria Estalella 7-5 6-4            | Pilar Barril Elena Subirats          |               |                     |
| 8 giugno  | Bielefeld Tournament 1964 Bielefeld, Germania Terra rossa Singolare - Doppio                 | Madonna Schacht 6-2 6-4                                | Scheibner                            |               |                     |
| 8 giugno  | Bielefeld Tournament 1964 Bielefeld, Germania Terra rossa Singolare - Doppio                 |                                                        |                                      |               |                     |
| 13 giugno | Kent Championships 1964 Beckenham, Gran Bretagna Erba Singolare - Doppio                     | Maria Esther Bueno 35 divided                          | Margaret Smith-Court                 |               |                     |
| 13 giugno | Kent Championships 1964 Beckenham, Gran Bretagna Erba Singolare - Doppio                     | Maria Ester Bueno Robyn Ebbern titolo condiviso        | Vera Roberts Margaret Smith-Court    |               |                     |
| 13 giugno | Kent Championships 1964 Beckenham, Gran Bretagna Erba Singolare - Doppio                     | Doppio misto: titolo condiviso                         |                                      |               |                     |
| 13 giugno | West of England Championships 1964 Bristol, Gran Bretagna Erba Singolare - Doppio            | Karen Hantze Susman 6-8 6-3 6-3                        | Françoise Dürr                       |               |                     |
| 13 giugno | West of England Championships 1964 Bristol, Gran Bretagna Erba Singolare - Doppio            | Rita Bentley Karen Hantze Susman 6-4 7-5               | Norma Baylon Helga Schultze-Hösl     |               |                     |
| 14 giugno | Nottinghamshire Championships 1964 Nottingham, Gran Bretagna Erba Singolare - Doppio         | Jan Lehane 6-2 6-1                                     | Madonna Schacht                      |               |                     |
| 14 giugno | Nottinghamshire Championships 1964 Nottingham, Gran Bretagna Erba Singolare - Doppio         | Jan Lehane Madonna Schacht 7-5 6-1                     | Bee J White                          |               |                     |
| 15 giugno | Victorian Hard Court Championships 1964 Melbourne, Australia Terra rossa Singolare - Doppio  | Kerry Melville Reid 6-3 6-4                            | Maureen McCalman Pratt               |               |                     |
| 15 giugno | Victorian Hard Court Championships 1964 Melbourne, Australia Terra rossa Singolare - Doppio  | Foster Kerry Melville 4-6 6-4 8-6                      | Anne Jenkins Lorraine Robinson       |               |                     |
| 15 giugno | Southern Downs Championships 1964 Warwick, Australia Singolare - Doppio                      | Val Wicks 6-0 6-1                                      | Lexie Kenny                          |               |                     |
| 15 giugno | Southern Downs Championships 1964 Warwick, Australia Singolare - Doppio                      |                                                        |                                      |               |                     |
| 20 giugno | Queen's Club Championships 1964 Londra, Gran Bretagna Erba Singolare - Doppio                | Margaret Smith-Court 6-3 6-2                           | Ann Haydon Jones                     |               |                     |
| 20 giugno | Queen's Club Championships 1964 Londra, Gran Bretagna Erba Singolare - Doppio                | Renee Schuurman Ann Haydon Jones 6-1 6-3               | Deidre Catt Elizabeth Starkie        |               |                     |
| 21 giugno | Southern Championships 1964 Charlotte, USA Terra rossa Singolare - Doppio                    | Roberta Alison-Baumgardner 6-3 6-1                     | Raymonde Veber-Jones                 |               |                     |
| 21 giugno | Southern Championships 1964 Charlotte, USA Terra rossa Singolare - Doppio                    | Roberta Alison-Baumgardner Alice Luthy-Tym 7-5 4-6 7-5 | Chris Safford Carol Southmayd        |               |                     |

## Luglio
| Settimana | Torneo                                                                                            | Vincitore                                                | Finalista                                 | Semifinalisti | Eliminati ai quarti |
| --------- | ------------------------------------------------------------------------------------------------- | -------------------------------------------------------- | ----------------------------------------- | ------------- | ------------------- |
| 4 luglio  | Torneo di Wimbledon 1964 Wimbledon, Gran Bretagna Erba Singolare - Doppio                         | Maria Esther Bueno 6-4 7-9 6-3                           | Margaret Smith-Court                      |               |                     |
| 4 luglio  | Torneo di Wimbledon 1964 Wimbledon, Gran Bretagna Erba Singolare - Doppio                         | Margaret Smith-Court Lesley Turner Bowrey 7-5, 6-2       | Billie Jean King Karen Hantze Susman      |               |                     |
| 5 luglio  | Tri-State Championships 1964 Cincinnati, USA Terra rossa Singolare - Doppio                       | Jean Danilovich 6-1 6-2                                  | Alice Luthy-Tym                           |               |                     |
| 5 luglio  | Tri-State Championships 1964 Cincinnati, USA Terra rossa Singolare - Doppio                       | Brenda Nunns Faye Urban 6-0 7-9 6-2                      | Jean Danilovich Cathy Gagel               |               |                     |
| 6 luglio  | Torneo di Ankara 1964 Ankara, Turchia Terra rossa Singolare - Doppio                              | Palma Winkler 6-1 6-0                                    | Gonulerk                                  |               |                     |
| 6 luglio  | Torneo di Ankara 1964 Ankara, Turchia Terra rossa Singolare - Doppio                              |                                                          |                                           |               |                     |
| 6 luglio  | Coupe Nott 1964 Parigi, Francia Terra rossa Singolare - Doppio                                    | Maria-Carmen Coronado 6-0 6-3                            | Josette Billaz                            |               |                     |
| 6 luglio  | Coupe Nott 1964 Parigi, Francia Terra rossa Singolare - Doppio                                    |                                                          |                                           |               |                     |
| 11 luglio | Scottish Championships 1964 Edimburgo, Gran Bretagna Singolare - Doppio                           | Joyce Barclay-Williams-Hume 4-6 6-4 6-3                  | Winnie Shaw                               |               |                     |
| 11 luglio | Scottish Championships 1964 Edimburgo, Gran Bretagna Singolare - Doppio                           | McCallum Joyce Williams                                  | Frances MacLennan S Reid                  |               |                     |
| 11 luglio | Midland Counties Championships 1964 Edgbaston, Gran Bretagna Erba Singolare - Doppio              | Jan Lehane 7-5 6-1                                       | Ann Haydon Jones                          |               |                     |
| 11 luglio | Midland Counties Championships 1964 Edgbaston, Gran Bretagna Erba Singolare - Doppio              | Ann Haydon Jones Virginia Wade 1-6 6-1 6-2               | Jan Lehane Judy Tegart-Dalton             |               |                     |
| 12 luglio | Budapest International 1964 Budapest, Ungheria Terra rossa Singolare - Doppio                     | Klara Bardoczi                                           | Feher                                     |               |                     |
| 12 luglio | Budapest International 1964 Budapest, Ungheria Terra rossa Singolare - Doppio                     | Vicky Berner Carol Ann Prosen 7-5 6-4                    | Erzbet Polgar Posta                       |               |                     |
| 12 luglio | Swedish International Hard Court Championships 1964 Båstad, Svezia Terra rossa Singolare - Doppio | Donna Floyd-Fales 6-3 5-7 6-3                            | Ulla Sandulf                              |               |                     |
| 12 luglio | Swedish International Hard Court Championships 1964 Båstad, Svezia Terra rossa Singolare - Doppio | Donna Fales Sandberg 7-5 6-4                             | Ingrid Löfdahl Lundqvist                  |               |                     |
| 12 luglio | Irish Championships 1964 Dublino, Irlanda Erba Singolare - Doppio                                 | Maria Esther Bueno 6-0 6-1                               | Vera Sukova Puzejova                      |               |                     |
| 12 luglio | Irish Championships 1964 Dublino, Irlanda Erba Singolare - Doppio                                 | Justina Bricka-Horwitz Mary-Ann Eisel Curtis 6-4 3-6 6-4 | Maria Ester Bueno Vera Sukova Puzejova    |               |                     |
| 12 luglio | Düsseldorf Championships 1964 Düsseldorf, Germania Terra rossa Singolare - Doppio                 | Margaret Smith-Court 1-6 6-1 6-4                         | Lesley Turner Bowrey                      |               |                     |
| 12 luglio | Düsseldorf Championships 1964 Düsseldorf, Germania Terra rossa Singolare - Doppio                 | Margaret Smith-Court Lesley Turner Bowrey 6-3 8-10 6-4   | Françoise Dürr Jeanine Lieffrig           |               |                     |
| 12 luglio | East of England Championships 1964 Felixstowe, Gran Bretagna Erba Singolare - Doppio              | Elizabeth Starkie 9-7 4-6 6-4                            | Deidre Catt                               |               |                     |
| 12 luglio | East of England Championships 1964 Felixstowe, Gran Bretagna Erba Singolare - Doppio              | Elizabeth Starkie Deidre Catt 0-6 11-9 6-4               | Rita Bentley Belmar Gunderson             |               |                     |
| 12 luglio | Western Championships 1964 Indianapolis, USA Terra rossa Singolare - Doppio                       | Julie Heldman 6-4 0-6 7-5                                | Jean Danilovich                           |               |                     |
| 12 luglio | Western Championships 1964 Indianapolis, USA Terra rossa Singolare - Doppio                       | Judy Alvarez Julie Heldman 2-6 6-3 6-1                   | Jean Danilovich Sue Shrader               |               |                     |
| 13 luglio | Torneo di Eindhoven 1964 Eindhoven, Paesi Bassi Terra rossa Singolare - Doppio                    | Robin Lesh 6-4 4-6 6-4                                   | Johanne Venturino                         |               |                     |
| 13 luglio | Torneo di Eindhoven 1964 Eindhoven, Paesi Bassi Terra rossa Singolare - Doppio                    |                                                          |                                           |               |                     |
| 18 luglio | North of England Championships 1964 Hoylake, Gran Bretagna Singolare - Doppio                     | Rita Bentley titolo condiviso                            | Madonna Schacht                           |               |                     |
| 18 luglio | North of England Championships 1964 Hoylake, Gran Bretagna Singolare - Doppio                     |                                                          |                                           |               |                     |
| 19 luglio | Middle States Grass Court Championships 1964 Filadelfia, USA Erba Singolare - Doppio              | Justina Bricka-Horwitz 7-5 4-6 6-0                       | Kathleen Harter                           |               |                     |
| 19 luglio | Middle States Grass Court Championships 1964 Filadelfia, USA Erba Singolare - Doppio              | Justina Bricka Carole Wright 7-5 6-1                     | Kathy Blake Kathy Harter                  |               |                     |
| 19 luglio | US Clay Court Championships 1964 Chicago, USA Terra rossa Singolare - Doppio                      | Nancy Richey 6-2 6-1                                     | Carole Caldwell Graebner                  |               |                     |
| 19 luglio | US Clay Court Championships 1964 Chicago, USA Terra rossa Singolare - Doppio                      | Nancy Richey Carole Caldwell Graebner 6-1 6-4            | Jean Danilovich Sue Shrader               |               |                     |
| 19 luglio | Essex Championships 1964 Frinton, Gran Bretagna Erba Singolare - Doppio                           | Deidre Catt 8-6 6-4                                      | Carole Rosser-Matheson                    |               |                     |
| 19 luglio | Essex Championships 1964 Frinton, Gran Bretagna Erba Singolare - Doppio                           | Deidre Catt Elizabeth Starkie 9-11 6-3 6-4               | Jan Lehane Patricia McClenaughan-Faulkner |               |                     |
| 19 luglio | Swiss International Championships 1964 Gstaad, Svizzera Terra rossa Singolare - Doppio            | Margaret Smith-Court 6-4 6-2                             | Lesley Turner Bowrey                      |               |                     |
| 19 luglio | Swiss International Championships 1964 Gstaad, Svizzera Terra rossa Singolare - Doppio            | Margaret Smith-Court Lesley Turner Bowrey 6-4 6-1        | Roberta Beltrame Annette Van Zyl          |               |                     |
| 19 luglio | Welsh Championships 1964 Newport, Gran Bretagna Erba Singolare - Doppio                           | Maria Esther Bueno 6-3 6-2                               | Ann Haydon Jones                          |               |                     |
| 19 luglio | Welsh Championships 1964 Newport, Gran Bretagna Erba Singolare - Doppio                           | Renee Schuurman Ann Haydon Jones 7-5 7-5                 | Norma Baylon Maria Ester Bueno            |               |                     |
| 26 luglio | Dutch International Championships 1964 Hilversum, Paesi Bassi Terra rossa Singolare - Doppio      | Margaret Smith-Court 6-0 1-6 6-3                         | Maria Esther Bueno                        |               |                     |
| 26 luglio | Dutch International Championships 1964 Hilversum, Paesi Bassi Terra rossa Singolare - Doppio      | Margaret Smith-Court Lesley Turner Bowrey 6-2 6-2        | Norma Baylon Annette Van Zyl              |               |                     |
| 26 luglio | Torneo di Le Touquet 1964 Le Touquet, Francia Terra rossa Singolare - Doppio                      | Donna Floyd-Fales 6-3 6-2                                | J. Toffier                                |               |                     |
| 26 luglio | Torneo di Le Touquet 1964 Le Touquet, Francia Terra rossa Singolare - Doppio                      |                                                          |                                           |               |                     |
| 26 luglio | Montana Invitational 1964 Montana, Svizzera Terra rossa Singolare - Doppio                        | Madonna Schacht 6-1 6-1                                  | Fay Toyne-Moore                           |               |                     |
| 26 luglio | Montana Invitational 1964 Montana, Svizzera Terra rossa Singolare - Doppio                        |                                                          |                                           |               |                     |
| 26 luglio | Torneo di Villars 1964 Villars, Svizzera Terra rossa Singolare - Doppio                           | Robin Lesh 6-1 6-4                                       | Helen Plaisted                            |               |                     |
| 26 luglio | Torneo di Villars 1964 Villars, Svizzera Terra rossa Singolare - Doppio                           |                                                          |                                           |               |                     |
| 27 luglio | Torneo di Dinar 1964 Dinar, Francia Terra rossa Singolare - Doppio                                | A. Wahlden 6-1 6-3                                       | Paule Courteix                            |               |                     |
| 27 luglio | Torneo di Dinar 1964 Dinar, Francia Terra rossa Singolare - Doppio                                |                                                          |                                           |               |                     |
| 27 luglio | Pennsylvania Grass Court Championships 1964 Merion, USA Erba Singolare - Doppio                   | Justina Bricka-Horwitz 6-4 18 1-6                        | Carole Caldwell Graebner                  |               |                     |
| 27 luglio | Pennsylvania Grass Court Championships 1964 Merion, USA Erba Singolare - Doppio                   | Virginia Brown Carole Caldwell Graebner 6-3 2-6 6-4      | Judy Alvarez Tory-Ann Fretz               |               |                     |

## Agosto
| Settimana | Torneo | Vincitore                                             | Finalista                                             | Semifinalisti | Eliminati ai quarti |
| --------- | --- | ----------------------------------------------------- | ----------------------------------------------------- | ------------- | ------------------- |
| agosto    | Mödling Austrian Championships 1964 Mödling, Austria Singolare - Doppio                                   | Sonja Pachta 6-2 6-2                                  | Almut Sturm                                           |               |                     |
| agosto    | Mödling Austrian Championships 1964 Mödling, Austria Singolare - Doppio                                   |                                                       |                                                       |               |                     |
| 2 agosto  | Eastern Grass Court Championships 1964 Orange, USA Erba Singolare - Doppio                                | Billie Jean King 7-5 3-6 8-6                          | Nancy Richey                                          |               |                     |
| 2 agosto  | Eastern Grass Court Championships 1964 Orange, USA Erba Singolare - Doppio                                | Billie Jean King Karen Hantze Susman 3-6 6-3 6-4      | Carole Caldwell Graebner Nancy Richey                 |               |                     |
| 2 agosto  | Quebec Championships 1964 Quebec, Canada Erba Singolare - Doppio                                          | Alice Luthy-Tym 9-7 6-4                               | Moore                                                 |               |                     |
| 2 agosto  | Quebec Championships 1964 Quebec, Canada Erba Singolare - Doppio                                          | Vicky Berner Alice Luthy-Tym 6-0 6-3                  | Peggy Moore Sandra Zeese                              |               |                     |
| 2 agosto  | Torneo di Ostenda 1964 Ostenda, Belgio Terra rossa Singolare - Doppio                                     | Deidre Catt 6-4 8-6                                   | Christiane Mercelis                                   |               |                     |
| 2 agosto  | Torneo di Ostenda 1964 Ostenda, Belgio Terra rossa Singolare - Doppio                                     | Deidre Catt Christiane Mercelis 5-7 6-4 9-7           | Patricia McClenaughan-Faulkner Helen Slattery         |               |                     |
| 3 agosto  | Torneo di Baden-Baden 1964 Baden Baden, Germania Terra rossa Singolare - Doppio                           | Maria Esther Bueno 6-3 4-6 6-4                        | Norma Baylon                                          |               |                     |
| 3 agosto  | Torneo di Baden-Baden 1964 Baden Baden, Germania Terra rossa Singolare - Doppio                           | Maria Ester Bueno Donna Floyd-Fales 6-3 6-3           | Norma Baylon Helga Schultze-Hösl                      |               |                     |
| 3 agosto  | Torneo di Hannover 1964 Hannover, Germania Terra rossa Singolare - Doppio                                 | Margaret Smith-Court 6-0 6-1                          | Sonja Pachta                                          |               |                     |
| 3 agosto  | Torneo di Hannover 1964 Hannover, Germania Terra rossa Singolare - Doppio                                 | Margaret Smith-Court Lesley Turner Bowrey 6-4 6-2     | Robyn Ebbern Jan Lehane                               |               |                     |
| 8 agosto  | Piping Rock Tournament 1964 New York, USA Erba Singolare - Doppio                                         | Nancy Richey 6-3 1-6 6-4                              | Billie Jean King                                      |               |                     |
| 8 agosto  | Piping Rock Tournament 1964 New York, USA Erba Singolare - Doppio                                         | Billie Jean King Karen Hantze Susman 6-2 12-10        | Carole Caldwell Graebner Nancy Richey                 |               |                     |
| 9 agosto  | Canadian Championships 1964 Montréal, Canada Erba Singolare - Doppio                                      | Benita Senn 6-4 6-4                                   | Louise Brown                                          |               |                     |
| 9 agosto  | Canadian Championships 1964 Montréal, Canada Erba Singolare - Doppio                                      | Rutzebeck Alice Luthy-Tym 6-4 8-6                     | Louise Brown Benita Senn                              |               |                     |
| 11 agosto | German Championships 1964 Amburgo, Germania Terra rossa Singolare - Doppio                                | Margaret Smith-Court 6-1 6-1                          | Maria Esther Bueno                                    |               |                     |
| 11 agosto | German Championships 1964 Amburgo, Germania Terra rossa Singolare - Doppio                                | Margaret Smith-Court Lesley Turner Bowrey 6-2 3-6 6-2 | Helga Schultze-Hösl Norma Baylon                      |               |                     |
| 11 agosto | German Championships 1964 Amburgo, Germania Terra rossa Singolare - Doppio                                | Doppio misto: Helga Schultze Niki Pilic               |                                                       |               |                     |
| 13 agosto | St Moritz Kulm Carlton 1964 Sankt Moritz, Svizzera Terra rossa Singolare - Doppio                         | Françoise Dürr 6-4 3-6 6-0                            | Donna Floyd-Fales                                     |               |                     |
| 13 agosto | St Moritz Kulm Carlton 1964 Sankt Moritz, Svizzera Terra rossa Singolare - Doppio                         |                                                       |                                                       |               |                     |
| 16 agosto | Moscow International 1964 Mosca, URSS Terra rossa Singolare - Doppio                                      | Anna Dmitrieva Tolstoy 6-2 6-2                        | Titova                                                |               |                     |
| 16 agosto | Moscow International 1964 Mosca, URSS Terra rossa Singolare - Doppio                                      | Olfa Lendlova Jana Sonska 3-6 6-3 7-5                 | Anna Dmitrieva Tolstoy Valeria Titova                 |               |                     |
| 16 agosto | Torneo di La Zoute 1964 La Zoute, Belgio Singolare - Doppio                                               | Christiane Mercelis 6-1 6-0                           | Anne-Marie Larue                                      |               |                     |
| 16 agosto | Torneo di La Zoute 1964 La Zoute, Belgio Singolare - Doppio                                               | Christiane Mercelis Anne-Marie Larue 6-0 6-2          | Odette Jacob Viviane Mallentjer                       |               |                     |
| 16 agosto | Brumana International 1964 Brumana, Libano Terra rossa Singolare - Doppio                                 | Judy Tegart-Dalton 4-6 6-4 6-3                        | Deidre Catt                                           |               |                     |
| 16 agosto | Brumana International 1964 Brumana, Libano Terra rossa Singolare - Doppio                                 |                                                       |                                                       |               |                     |
| 16 agosto | Brumana International 1964 Brumana, Libano Terra rossa Singolare - Doppio                                 | Doppio misto: Judy Tegart Ken Fletcher                | Deidre Catt Peter Keller                              |               |                     |
| 16 agosto | Essex County Championships 1964 Manchester, USA Erba Singolare - Doppio                                   | Billie Jean King 6-4 4-6 11-9                         | Karen Hantze Susman                                   |               |                     |
| 16 agosto | Essex County Championships 1964 Manchester, USA Erba Singolare - Doppio                                   | Billie Jean King Karen Hantze Susman 6-3 6-2          | Justina Bricka-Horwitz Carol Hanks-Aucamp             |               |                     |
| 17 agosto | Bavarian Championships 1964 Monaco di Baviera, Germania Terra rossa Singolare - Doppio                    | Ann Haydon Jones 3-6 6-2 6-4                          | Annette Van Zyl                                       |               |                     |
| 17 agosto | Bavarian Championships 1964 Monaco di Baviera, Germania Terra rossa Singolare - Doppio                    | Norma Baylon Maria-Carmen Coronado 6-2 7-5            | Ann Haydon Jones Christine Truman                     |               |                     |
| 17 agosto | St Moritz Suvretta 1964 Sankt Moritz, Svizzera Terra rossa Singolare - Doppio                             | Françoise Dürr 6-0 6-2                                | Robin Lesh                                            |               |                     |
| 17 agosto | St Moritz Suvretta 1964 Sankt Moritz, Svizzera Terra rossa Singolare - Doppio                             |                                                       |                                                       |               |                     |
| 17 agosto | Torneo di Arcachon 1964 Arcachon, Francia Terra rossa Singolare - Doppio                                  | Morris 6-0 6-3                                        | Patricia Walkden-Pretorius                            |               |                     |
| 17 agosto | Torneo di Arcachon 1964 Arcachon, Francia Terra rossa Singolare - Doppio                                  |                                                       |                                                       |               |                     |
| 18 agosto | Alpenland Championships 1964 Kitzbühel, Austria Terra rossa Singolare - Doppio                            | Vlasta Kodesova-Vopickova 6-3 6-0                     | Elizabeth Starkie                                     |               |                     |
| 18 agosto | Alpenland Championships 1964 Kitzbühel, Austria Terra rossa Singolare - Doppio                            | Jeanine Lieffrig Elizabeth Starkie 6-2 6-2            | Jitka Horcicikova-Volavkova Vlasta Kodesova-Vopickova |               |                     |
| 23 agosto | Istanbul International Championships 1964 Istanbul, Turchia Terra rossa Singolare - Doppio                | Judy Tegart-Dalton 7-5 7-5                            | Deidre Catt                                           |               |                     |
| 23 agosto | Istanbul International Championships 1964 Istanbul, Turchia Terra rossa Singolare - Doppio                |                                                       |                                                       |               |                     |
| 23 agosto | St Moritz Palace Hotel 1964 Sankt Moritz, Svizzera Terra rossa Singolare - Doppio                         | Françoise Dürr 12-10 6-2                              | Annette Van Zyl                                       |               |                     |
| 23 agosto | St Moritz Palace Hotel 1964 Sankt Moritz, Svizzera Terra rossa Singolare - Doppio                         |                                                       |                                                       |               |                     |
| 30 agosto | Hungarian International Championships 1964 Budapest, Ungheria Campo indoor Terra rossa Singolare - Doppio | Alena Palmeova-West 4-6 6-3 6-1                       | Tsu Sun Tsen                                          |               |                     |
| 30 agosto | Hungarian International Championships 1964 Budapest, Ungheria Campo indoor Terra rossa Singolare - Doppio | Tsu Sun Tsen Ti                                       | Madgeburg Rylsza                                      |               |                     |
| 30 agosto | Portschach International 1964 Pörtschach am Wörther See, Austria Terra rossa Singolare - Doppio           | Elizabeth Starkie 8-6 6-4                             | Helga Niessen Masthoff                                |               |                     |
| 30 agosto | Portschach International 1964 Pörtschach am Wörther See, Austria Terra rossa Singolare - Doppio           | Sonja Pachta Elizabeth Starkie 4-6 6-3 6-4            | Norma Baylon Jeanine Lieffrig                         |               |                     |

## Settembre
| Settimana    | Torneo                                                                                  | Vincitore                                    | Finalista                            | Semifinalisti | Eliminati ai quarti |
| ------------ | --------------------------------------------------------------------------------------- | -------------------------------------------- | ------------------------------------ | ------------- | ------------------- |
| 6 settembre  | Torneo di Graz 1964 Graz, Austria Terra rossa Singolare - Doppio                        | Elizabeth Starkie 7-5 6-2                    | Almut Sturm                          |               |                     |
| 6 settembre  | Torneo di Graz 1964 Graz, Austria Terra rossa Singolare - Doppio                        |                                              |                                      |               |                     |
| 6 settembre  | Malaysian International Championships 1964 Kuala Lumpur, Malaysia Singolare - Doppio    | P. Sudsawati 6-4 6-2                         | Maisie Lai                           |               |                     |
| 6 settembre  | Malaysian International Championships 1964 Kuala Lumpur, Malaysia Singolare - Doppio    | Karalakshana P. Sudsawati                    | Klumsombud Samerpongse               |               |                     |
| 7 settembre  | Torneo di Santa Monica 1964 Santa Monica, USA Cemento Singolare - Doppio                | Mimi Arnold 6-1 6-2                          | Dorothy Bundy Cheney                 |               |                     |
| 7 settembre  | Torneo di Santa Monica 1964 Santa Monica, USA Cemento Singolare - Doppio                | Mimi Arnold Taylor 8-6 6-4                   | Anita Kappe Betsy Roberti            |               |                     |
| 13 settembre | Bratislava International 1964 Bratislava, Cecoslovacchia Terra rossa Singolare - Doppio | Elizabeth Starkie 6-3 6-0                    | Doris Schuster                       |               |                     |
| 13 settembre | Bratislava International 1964 Bratislava, Cecoslovacchia Terra rossa Singolare - Doppio |                                              |                                      |               |                     |
| 13 settembre | South of England Championships 1964 Eastbourne, Gran Bretagna Singolare - Doppio        | Fay Toyne-Moore 6-0 5-7 6-3                  | Lorna Cawthorn                       |               |                     |
| 13 settembre | South of England Championships 1964 Eastbourne, Gran Bretagna Singolare - Doppio        | Faye Toyne Nell Truman                       | Lorna Cawthorn Robin Lloyd           |               |                     |
| 13 settembre | Heart of America Tournament 1964 Kansas City, USA Terra rossa Singolare - Doppio        | Helga Schultze-Hösl 4-6 6-3 6-2              | Heide Schildeknecht-Orth             |               |                     |
| 13 settembre | Heart of America Tournament 1964 Kansas City, USA Terra rossa Singolare - Doppio        | Helga Schultze-Hösl Heide Schildeknecht-Orth | Sheila Pearl Patsy Rippy             |               |                     |
| 13 settembre | Sydney Metropolitan Hard Court Championships 1964 Sydney, Australia Singolare - Doppio  | Jill Blackman 6-1 6-3                        | Joan Gibson                          |               |                     |
| 13 settembre | Sydney Metropolitan Hard Court Championships 1964 Sydney, Australia Singolare - Doppio  |                                              |                                      |               |                     |
| 13 settembre | U.S. National Championships 1964 New York, USA Erba Singolare - Doppio                  | Maria Esther Bueno 6-1 6-0                   | Carole Caldwell Graebner             |               |                     |
| 13 settembre | U.S. National Championships 1964 New York, USA Erba Singolare - Doppio                  | Chuck McKinley Dennis Ralston 6-3, 6-2, 6-4  | Graham Stilwell Mike Sangster        |               |                     |
| 14 settembre | French Second Seroes 1964 Parigi, Francia Terra rossa Singolare - Doppio                | Chantal Langanay 6-2 6-3                     | Marie-Jeanne Dusapt                  |               |                     |
| 14 settembre | French Second Seroes 1964 Parigi, Francia Terra rossa Singolare - Doppio                | Muriel Burel Chantal Langanay                | Lombard Colette Monnot               |               |                     |
| 14 settembre | Torneo di Tolosa 1964 Tolosa, Francia Terra rossa Singolare - Doppio                    | Mary Habicht 6-4 6-0                         | Jacqueline Kermina                   |               |                     |
| 14 settembre | Torneo di Tolosa 1964 Tolosa, Francia Terra rossa Singolare - Doppio                    |                                              |                                      |               |                     |
| 16 settembre | Torneo di Opatija 1964 Abbazia, Jugoslavia Terra rossa Singolare - Doppio               | Patricia McClenaughan-Faulkner 6-3 4-6 8-6   | V. Landlova                          |               |                     |
| 16 settembre | Torneo di Opatija 1964 Abbazia, Jugoslavia Terra rossa Singolare - Doppio               |                                              |                                      |               |                     |
| 27 settembre | Pacific Coast Championships 1964 Berkeley, USA Cemento Singolare - Doppio               | Judy Tegart-Dalton 6-2 6-4                   | Mimi Arnold                          |               |                     |
| 27 settembre | Pacific Coast Championships 1964 Berkeley, USA Cemento Singolare - Doppio               | Rita Bentley Judy Tegart-Dalton              | Julie Albert Rosa Maria Reyes Darmon |               |                     |
| 28 settembre | Coupe Porée 1964 Parigi, Francia Terra rossa Singolare - Doppio                         | Françoise Dürr 6-2 6-0                       | Michelle Boulle                      |               |                     |
| 28 settembre | Coupe Porée 1964 Parigi, Francia Terra rossa Singolare - Doppio                         | Françoise Dürr Jeanine Lieffrig 7-5 6-3      | Jacqueline Kermina Lucia Morales     |               |                     |
| 28 settembre | Israel International Championships 1964 Tel Aviv, Israele Singolare - Doppio            | Wertzberger 6-2 2-6 6-0                      | Mara Cohen-Mintz                     |               |                     |
| 28 settembre | Israel International Championships 1964 Tel Aviv, Israele Singolare - Doppio            | Magda Werzberger Palma Winkler 7-5 6-3       | Mara Cohen Mintz Esther Rosengarten  |               |                     |

## Ottobre
| Settimana  | Torneo                                                                                         | Vincitore                                                   | Finalista                                       | Semifinalisti | Eliminati ai quarti |
| ---------- | ---------------------------------------------------------------------------------------------- | ----------------------------------------------------------- | ----------------------------------------------- | ------------- | ------------------- |
| 4 ottobre  | Barcelona International 1964 Barcellona, Spagna Terra rossa Singolare - Doppio                 | Pilar Barril 6-4 5-7 6-3                                    | Roberta Beltrame                                |               |                     |
| 4 ottobre  | Barcelona International 1964 Barcellona, Spagna Terra rossa Singolare - Doppio                 |                                                             |                                                 |               |                     |
| 4 ottobre  | Pacific Southwest Championships 1964 Los Angeles, USA Cemento Singolare - Doppio               | Maria Esther Bueno 3-6 6-3 6-2                              | Billie Jean King                                |               |                     |
| 4 ottobre  | Pacific Southwest Championships 1964 Los Angeles, USA Cemento Singolare - Doppio               | Rosie Casals Fredericks 6-3 3-6 7-5                         | Kathy Blake Kathleen Harter                     |               |                     |
| 5 ottobre  | Australian Capital Territory Championships 1964 Canberra, Australia Singolare - Doppio         | Helen Gourlay-Cawley 6-3 6-2                                | Elizabeth Fenton                                |               |                     |
| 5 ottobre  | Australian Capital Territory Championships 1964 Canberra, Australia Singolare - Doppio         |                                                             |                                                 |               |                     |
| 11 ottobre | South Coast Championships 1964 Southport, Australia Singolare - Doppio                         | N. Gibson 6-4 6-2                                           | Schacht Maree                                   |               |                     |
| 11 ottobre | South Coast Championships 1964 Southport, Australia Singolare - Doppio                         |                                                             |                                                 |               |                     |
| 11 ottobre | French National Championships 1964 Aix-en-Provence, Francia Terra rossa Singolare - Doppio     | Françoise Dürr 6-2 6-4                                      | Monique Salfati-di Maso                         |               |                     |
| 11 ottobre | French National Championships 1964 Aix-en-Provence, Francia Terra rossa Singolare - Doppio     | Françoise Dürr Jeanine Lieffrig                             | Monique Salfati-di Maso Michelle Boulle         |               |                     |
| 11 ottobre | Glen Iris Invitational 1964 Melbourne, Australia Singolare - Doppio                            | Margaret Smith-Court 6-1 6-0                                | Kerry Melville Reid                             |               |                     |
| 11 ottobre | Glen Iris Invitational 1964 Melbourne, Australia Singolare - Doppio                            |                                                             |                                                 |               |                     |
| 12 ottobre | Southern Transvaal Championships 2 1964 Johannesburg, Sudafrica Cemento Singolare - Doppio     | Bernice Carr-Vukovich 7-5 9-7                               | Heather Brewer-Segal                            |               |                     |
| 12 ottobre | Southern Transvaal Championships 2 1964 Johannesburg, Sudafrica Cemento Singolare - Doppio     | Darlene Hard Maria Ester Bueno 7-9 6-3 6-3                  | Ann Haydon Jones Margaret Hunt                  |               |                     |
| 14 ottobre | Midland Invitational 1964 Midland, USA Campo indoor Singolare - Doppio                         | Nancy Richey 6-3 6-4                                        | Karen Hantze Susman                             |               |                     |
| 14 ottobre | Midland Invitational 1964 Midland, USA Campo indoor Singolare - Doppio                         |                                                             |                                                 |               |                     |
| 17 ottobre | British Covered Court Championships 1964 Londra, Gran Bretagna Campo indoor Singolare - Doppio | Ann Haydon Jones 6-3 6-3                                    | Fay Toyne-Moore                                 |               |                     |
| 17 ottobre | British Covered Court Championships 1964 Londra, Gran Bretagna Campo indoor Singolare - Doppio | Fay Toyne-Moore Patricia McClenaughan-Faulkner 10-8 3-6 6-2 | Ann Haydon Jones Virginia Wade                  |               |                     |
| 17 ottobre | Sydney Metropolitan Grass Court Championships 1964 Sydney, Australia Erba Singolare - Doppio   | Lesley Turner Bowrey 6-2 6-4                                | Jill Blackman                                   |               |                     |
| 17 ottobre | Sydney Metropolitan Grass Court Championships 1964 Sydney, Australia Erba Singolare - Doppio   | Jill Blackman Helen Gourlay-Cawley 6-0 6-0                  | Elizabeth Fenton Gail Sherriff Chanfreau Lovera |               |                     |
| 23 ottobre | Scottish Hard Court Championships 1964 Edimburgo, Gran Bretagna Singolare - Doppio             | Fay Toyne-Moore 6-1 6-2                                     | Marie Fourie                                    |               |                     |
| 23 ottobre | Scottish Hard Court Championships 1964 Edimburgo, Gran Bretagna Singolare - Doppio             | Marie Fourie Glenda Swan                                    | McAlpine Shaw                                   |               |                     |
| 31 ottobre | Carlyon Bay Indoors 1964 St. Austell, Gran Bretagna Campo indoor Singolare - Doppio            | Ann Haydon Jones 9-7 6-4                                    | Fay Toyne-Moore                                 |               |                     |
| 31 ottobre | Carlyon Bay Indoors 1964 St. Austell, Gran Bretagna Campo indoor Singolare - Doppio            | Deidre Catt Ann Haydon Jones 6-4 8-6                        | Carole Rosser-Matheson Fay Toyne-Moore          |               |                     |

## Novembre
| Settimana   | Torneo                                                                                               | Vincitore                                                  | Finalista                                 | Semifinalisti | Eliminati ai quarti |
| ----------- | --- | ---------------------------------------------------------- | ----------------------------------------- | ------------- | ------------------- |
| 1º novembre | Queensland Hard Court Championships 1964 Brisbane, Australia Singolare - Doppio                      | Margaret Smith-Court 6-3 7-5                               | Robyn Ebbern                              |               |                     |
| 1º novembre | Queensland Hard Court Championships 1964 Brisbane, Australia Singolare - Doppio                      | Margaret Smith Lesley Turner Bowrey 4-6 6-3 6-4            | Robyn Ebbern Gordon                       |               |                     |
| 7 novembre  | Palace Hotel Covered Court Championships 1964 Torquay, Gran Bretagna Campo indoor Singolare - Doppio | Ann Haydon Jones 6-3 7-5                                   | Deidre Catt                               |               |                     |
| 7 novembre  | Palace Hotel Covered Court Championships 1964 Torquay, Gran Bretagna Campo indoor Singolare - Doppio | Fay Toyne-Moore Patricia McClenaughan-Faulkner 3-6 7-5 6-4 | Ann Haydon Jones Deidre Catt              |               |                     |
| 8 novembre  | Argentina International Championships 1964 Buenos Aires, Argentina Singolare - Doppio                | Nancy Richey 4-6 6-2 6-4                                   | Maria Esther Bueno                        |               |                     |
| 8 novembre  | Argentina International Championships 1964 Buenos Aires, Argentina Singolare - Doppio                | Norma Baylon Maria Ester Bueno 6-2 6-2                     | Nancy Richey Elizabeth Starkie            |               |                     |
| 14 novembre | Bermuda Invitation 1964 , Bermuda Erba Singolare - Doppio                                            | Barbara Scofield-Davidson 6-1 6-1                          | Jean French                               |               |                     |
| 14 novembre | Bermuda Invitation 1964 , Bermuda Erba Singolare - Doppio                                            | Blair Elfi Carroll 6-1 6-2                                 | Hughes Large                              |               |                     |
| 15 novembre | Barcelona Barcino 1964 Barcellona, Spagna Singolare - Doppio                                         | Fay Toyne-Moore 6-1 6-1                                    | Pilar Barril                              |               |                     |
| 15 novembre | Barcelona Barcino 1964 Barcellona, Spagna Singolare - Doppio                                         | Maria-Carmen Coronado Fay Toyne-Moore 6-3 6-1              | Pilar Barril Alicia Guri                  |               |                     |
| 15 novembre | Queensland Championships 1964 Brisbane, Australia Erba Singolare - Doppio                            | Margaret Smith-Court 11-9 6-1                              | Lesley Turner Bowrey                      |               |                     |
| 15 novembre | Queensland Championships 1964 Brisbane, Australia Erba Singolare - Doppio                            | Margaret Smith-Court Lesley Turner Bowrey 5-7 6-4 6-1      | Robyn Ebbern Billie Jean King             |               |                     |
| 16 novembre | Perth Spring Tournament 1964 Perth, Australia Singolare - Doppio                                     | Dorothy Whitely 8-6 6-3                                    | Lesley Hunt                               |               |                     |
| 16 novembre | Perth Spring Tournament 1964 Perth, Australia Singolare - Doppio                                     |                                                            |                                           |               |                     |
| 21 novembre | Coral Beach Invitation 1964 Coral Beach, Bermuda Erba Singolare - Doppio                             | Barbara Scofield-Davidson 6-1 6-4                          | Boland                                    |               |                     |
| 21 novembre | Coral Beach Invitation 1964 Coral Beach, Bermuda Erba Singolare - Doppio                             | Eleanor Blair Carmen Boland 5-7 6-3 6-4                    | Carroll Hughes                            |               |                     |
| 28 novembre | Caribbean Championships 1964 Montego Bay, Giamaica Cemento Singolare - Doppio                        | Donna Floyd-Fales 6-3 6-3                                  | Betty Rosenquest Pratt                    |               |                     |
| 28 novembre | Caribbean Championships 1964 Montego Bay, Giamaica Cemento Singolare - Doppio                        | Donna Floyd-Fales Betty Rosenquest Pratt 6-2 6-2           | Pat Edrich Nancy Corse-Reed               |               |                     |
| 29 novembre | New South Wales Championships 1964 Sydney, Australia Erba Singolare - Doppio                         | Margaret Smith-Court 6-4 6-3                               | Billie Jean King                          |               |                     |
| 29 novembre | New South Wales Championships 1964 Sydney, Australia Erba Singolare - Doppio                         | Billie Jean King Robyn Ebbern 6-4 3-6 7-5                  | Margaret Smith-Court Lesley Turner Bowrey |               |                     |
| 29 novembre | Chile National Championships 1964 Santiago, Cile Terra rossa Singolare - Doppio                      | Carmen Ibarra 6-3 4-6 6-2                                  | Alina Balbiers                            |               |                     |
| 29 novembre | Chile National Championships 1964 Santiago, Cile Terra rossa Singolare - Doppio                      | Berrios Ana Cornejo                                        | Alina Balbiers Albagli                    |               |                     |

## Dicembre
| Settimana   | Torneo                                                                                   | Vincitore                                 | Finalista                               | Semifinalisti | Eliminati ai quarti |
| ----------- | ---------------------------------------------------------------------------------------- | ----------------------------------------- | --------------------------------------- | ------------- | ------------------- |
| 12 dicembre | Victorian Championships 1964 Melbourne, Australia Erba Singolare - Doppio                | Margaret Smith-Court 6-1 6-3              | Jill Blackman                           |               |                     |
| 12 dicembre | Victorian Championships 1964 Melbourne, Australia Erba Singolare - Doppio                | Robyn Ebbern Billie Jean King 9-7 1-6 6-4 | Margaret Smith-Court Judy Tegart-Dalton |               |                     |
| 26 dicembre | Western Province Championships 1964 Città del Capo, Sudafrica Cemento Singolare - Doppio | Christine Truman 6-2 3-6 6-1              | Annette Van Zyl                         |               |                     |
| 26 dicembre | Western Province Championships 1964 Città del Capo, Sudafrica Cemento Singolare - Doppio | Heather Segal Annette Van Zyl 6-3 8-6     | Françoise Dürr Jeanine Lieffrig         |               |                     |
| 31 dicembre | Royal South Yarra Tournament 1964 Melbourne, Australia Erba Singolare - Doppio           | Judy Tegart-Dalton 6-1 6-2                | Robin Lesh                              |               |                     |
| 31 dicembre | Royal South Yarra Tournament 1964 Melbourne, Australia Erba Singolare - Doppio           |                                           |                                         |               |                     |